# Haradum
Haradum (Hirbet ed-Dinije) je zaniklé starověké město na středním toku řeky Eufrat v Iráku. Lokalita byla osídlena ve starobabylónském období během 18.–17. století př. n. l. a podruhé v 11.–9. století př. n. l., kdy na místě opuštěného města byla asyrská pevnost. Haradum je významné svým plánovaným založením a souborem nalezených starobabylónských tabulek s hospodářskými záznamy.

## Historie
První písemné zmínky o městě Haradum pochází z města Mari z období vlády krále Šamši-Adada I., který vládl v období 1813–1791 př. n. l., a z období pozdějšího marijského vládce Zimri-Lima (1782–1759 př. n. l.). Město plnilo funkci důležitého obchodního centra na středním Eufratu.
První texty z Haradumu jsou doloženy až v období babylonského krále Samsu-Iluny (1749–1712 př. n. l.). Starobabylónská fáze osídlení skončila bez zjevného důvodu v době vlády krále Ammi-Saduka (1646–1626 př. n. l.). Příčinou zániku snad bylo neklidné politické prostředí poměry v říši, ale ovlivnit jej mohly i změny ekologických poměrů v oblasti. Podruhé bylo místo osídleno v 11.–9. století př. n. l., kdy na lokalitě existovala asyrská pevnost.

### Archeologický výzkum
Archeologický výzkum lokality novodobě označované jako Hirbet ed-Dinije probíhal v letech 1981–1984. Bylo při něm nalezeno víc než sto starobabylónských tabulek s ekonomickými texty soukromého charakteru. Další výzkumy pokračovaly v roce 1988 pod vedením francouzské archeoložky Christine Kepinski-Lecomte.

### Starobabylónské texty
Tabulky byly nalezeny v několika domech, ale nejvýznamnější archív se nacházel v domě naproti chrámu, který v době vlády krále Abi-Ešu (1712–1684 př. n. l.) obýval Habbasanu považovaný za starostu města. Tabulky v Habbasanově domě obsahovaly pět dopisů, 21 právních a účetních záznamů a další tři texty nejasné povahy. V jednom z textů pocházejících z období, kdy už Habbasanu nebyl starostou, jej měšťané obvinili, že si přisvojil část poplatků ve formě stříbra a ukryl je ve svém domě. Habbasanu pak musel veškerý neoprávněně zadržovaný majetek bez dalšího postihu vrátit. Habbanasu ve městě vlastnil několik domů, ale patřily mu také zemědělské pozemky.
Největší soubor tabulek byl nalezen v domě č. 7. Většina jich byla uložena v jediné podlouhlé místnosti s plochou 11,5 m². Archiv obsahoval 52 textů a fragmentů dopisů, smluv a administrativních záznamů.

## Popis
Sídelní pahorek s pozůstatky města se nachází v lokalitě zvané Hirbet ed-Dinije. Odkryty byly při archeologickém výzkumu, který vyvolaly plány na výstavbu vodní nádrže na středním Eufratu, byť pahorek zaplaven nebyl.
Město mělo čtvercový půdorys se stranou o délce 115 metrů. Jeho obvod vymezovala hradba. Od jediné brány vedla hlavní třída k centrálnímu náměstí. Na jihovýchodní straně náměstí stával chrám a přímo naproti němu býval dům starosty. Další širší ulice město dělily na několik čtvrtí. Pravidelný půdorys města dokládá jeho promyšlený urbanistický vývoj.